# Delinat
Delinat AG ist ein Schweizer Versandhandelsunternehmen, das insbesondere auf den Vertrieb von europäischen Weinen aus kontrolliert biologischem Anbau spezialisiert ist.

## Entwicklung
Im Jahr 1980 gründete Karl Schefer das erste rein auf den Handel mit Biowein spezialisierte Unternehmen der Schweiz mit dem Namen Delica-Natura.
Entscheidend für die Gründung waren erste Erfahrungen von Karl Schefer mit Biowein bei einem Auslandsaufenthalt in Frankreich. Er setzte von Anfang an auf Direktbelieferung von Endkunden durch Versandhandel. Aus Delica-Natura entstand 1983 die heutige Delinat AG.
Im Jahr 1991 erweiterte sich das Unternehmen um die auf den deutschen Markt ausgerichtete Tochter Delinat GmbH mit Sitz in Weil am Rhein (D).
Delinat ist unter anderem in St. Gallen, Bern, Olten, Winterthur und Zürich mit eigenen Weindepots und -shops vertreten. 2018 wurde in der Spitalgasse in Bern die erste Delinat-Weinbar eröffnet. 2019 eröffnete in den Stadthöfen in Hamburg der erste Weinshop in Deutschland.

## Qualitätssicherung/-standards
Alle Weine im Delinat-Sortiment müssen mindestens den EU- bzw. Schweizer Biorichtlinien entsprechen. Um zu gewährleisten, dass diese Mindeststandards eingehalten werden, muss sich jeder Betrieb und jeder Wein einer jährlichen Prüfung durch eine akkreditierte Kontrollstelle unterziehen. Zusätzlich besteht die Möglichkeit, sich nach den Delinat-Richtlinien zertifizieren zu lassen. Diese sind in wesentlichen Punkten (Spritzmittel-, Düngemitteleinsatz, Biodiversität, zugelassene önologische Verfahren usw.) strenger als die staatlichen Vorschriften.
Bereits 1983 verfasste Delinat in Zusammenarbeit mit Bioweinexperten die erste Fassung der eigenen Richtlinien für biologischen Weinbau. Diese gehörten zu den ersten Richtlinien für ökologischen Weinbau im deutschsprachigen Raum. Die Richtlinien werden jährlich überarbeitet und aktualisiert. Weine, welche die Anforderungen der Delinat-Richtlinien erfüllen, sind mit dem eigenen Label, der Delinat-Bio-Garantie (Weinbergschnecke) gekennzeichnet. Zusätzlich zu den staatlichen Kontrollen werden alle Weine regelmässig durch ein unabhängiges Labor geprüft. Seit dem Jahrgang 2017 werden alle von Delinat zertifizierte Weine ohne tierische Verarbeitungshilfsstoffe hergestellt.

## Forschung Bioweinbau
Seit den Anfängen fördert Delinat die Forschung im ökologischen Weinbau. Auf dem Delinat-Weingut Château Duvivier in Südfrankreich und auf weiteren Partnerweingütern in den wichtigsten Weinländern Europas werden immer wieder Versuchsprojekte realisiert. Schwerpunkte sind die Reduktion und Substitution von Kupfer- und Schwefellösung gegen Pilzkrankheiten, Begrünungsversuche, Erhöhung der Biodiversität sowie Anbauversuche mit pilzwiderstandsfähigen Rebsorten (Piwi). Für die Piwi-Anbauversuche erhielt Delinat die erste Zulassung in Frankreich. Zudem laufen seit geraumer Zeit Untersuchungen zum Vergleich des bio-organischen und bio-dynamischen Weinbaus.
Im Jahre 2014 wurde Karl Schefer für sein Engagement für den Natur- und Umweltschutz von der Binding Stiftung, Schaan (LI) mit dem Binding-Preis für Natur- und Umweltschutz ausgezeichnet. Honoriert wurde die konsequenten Umsetzung der Delinat-Richtlinien für den Schutz der Biodiversität in einer ganzheitlichen Art, das mit Hilfe eines eigenen Forschungsinstitutes weiter entwickelt wird. Die Weinberge werden dabei als komplexes Ökosystem mit Bäumen und Hecken und Sekundärkulturen betrachtet. Ebenso das nachhaltige Handeln, das weit über den normalen „Bio“-Standard hinausgeht.